# Torneo Regional Patagónico 2024
El Torneo Regional Patagónico o Torneo Regional de la Patagonia es una competencia regional de rugby en Argentina.
La competencia comienza en 2008 e incluye clubes de las uniones Valle del Chubut, Unión Austral, Alto Valle y Lagos del Sur, más las uniones de Santa Cruz y Tierra del Fuego que no compiten actualmente. 
Es uno de los 7 torneos clasificatorios para el Torneo del Interior y el campeonato de rugby en el que se enfrentan los mejores clubes de Argentina Torneo Nacional de Clubes.

## Participantes
- Bigornia Club

- Jabalíes Rugby Club (El Bolson)

- Club Deportivo Portugués

- Roca Rugby Club

- Club Las Águilas

- Chenque Rugby Club

- Neuquén Rugby Club

- Marabunta Rugby Club

## Fase de grupos

### Zona 1
| Equipos                         | Encuentros | Encuentros | Encuentros | Encuentros | Pts. Bonus | Pts. Bonus | Puntos |
| Equipos                         | PJ         | PG         | PE         | PP         | OF         | DF         | Puntos |
| ------------------------------- | ---------- | ---------- | ---------- | ---------- | ---------- | ---------- | ------ |
| Neuquén Rugby Club              | 3          | 3          | 0          | 0          | 2          | 0          | 14     |
| Club Las Águilas                | 3          | 2          | 0          | 1          | 0          | 0          | 8      |
| Jabalíes Rugby Club (El Bolson) | 3          | 1          | 0          | 2          | 0          | 1          | 5      |
| Bigornia Club                   | 3          | 0          | 0          | 3          | 0          | 2          | 2      |
Desarrollo
| Fecha      | Equipo local     | Resultado | Equipo visitante |
| ---------- | ---------------- | --------- | ---------------- |
| 02/03/2024 | Club Las Águilas | 7-38      | Neuquén R.C.     |
| 03/03/2024 | Bigornia R.C.    | 7-8       | Jabalíes R.C.    |
| 09/03/2024 | Neuquén R.C.     | 54-10     | Bigornia R.C.    |
| 10/03/2024 | Jabalíes R.C.    | 15-24     | Club Las Águilas |
| 15/03/2024 | Bigornia R.C.    | 13-19     | Club Las Águilas |
| 17/03/2024 | Jabalíes R.C.    | 21-25     | Neuquén R.C.     |

### Zona 2
| Equipos                  | Encuentros | Encuentros | Encuentros | Encuentros | Pts. Bonus | Pts. Bonus | Puntos |
| Equipos                  | PJ         | PG         | PE         | PP         | OF         | DF         | Puntos |
| ------------------------ | ---------- | ---------- | ---------- | ---------- | ---------- | ---------- | ------ |
| Marabunta Rugby Club     | 3          | 3          | 0          | 0          | 2          | 0          | 14     |
| Roca Rugby Club          | 3          | 2          | 0          | 1          | 0          | 0          | 8      |
| Club Deportivo Portugués | 3          | 1          | 0          | 2          | 1          | 1          | 6      |
| Chenque Rugby Club       | 3          | 0          | 0          | 3          | 0          | 0          | 0      |
Desarrollo
| Fecha      | Equipo local        | Resultado | Equipo visitante    |
| ---------- | ------------------- | --------- | ------------------- |
| 03/03/2024 | Marabunta R.C.      | 25-10     | Deportivo Portugués |
| 03/03/2024 | Roca R.C.           | 32-12     | Chenque R.C.        |
| 09/03/2024 | Deportivo Portugués | 43-26     | Chenque R.C.        |
| 09/03/2024 | Marabunta R.C.      | 41-21     | Roca R.C.           |
| 16/03/2024 | Chenque R.C.        | 12-40     | Marabunta R.C.      |
| 17/03/2024 | Deportivo Portugués | 22-26     | Roca R.C.           |

## Fase Final
|  | Semifinales | Semifinales          | Semifinales          |                      |                    | Final              | Final      | Final      |  |
|  | 23/03/2024  | 23/03/2024           | 23/03/2024           |                      |                    | 06/04/2024         | 06/04/2024 | 06/04/2024 |  |
|  |             |                      |                      |                      |                    |                    |            |            |  |
|  |             |                      |                      |                      |                    |                    |            |            |  |
|  | 1           | Neuquén Rugby Club   | 33                   |                      |                    |                    |            |            |  |
|  | 1           | Neuquén Rugby Club   | 33                   |                      |                    |                    |            |            |  |
|  | 4           | Roca Rugby Club      | 7                    |                      |                    |                    |            |            |  |
|  | 4           | Roca Rugby Club      | 7                    |                      | Neuquén Rugby Club | Neuquén Rugby Club | 19         |            |  |
|  |             |                      |                      |                      | Neuquén Rugby Club | Neuquén Rugby Club | 19         |            |  |
|  |             |                      | Marabunta Rugby Club | Marabunta Rugby Club | 12                 |                    |            |            |  |
|  | 3           | Marabunta Rugby Club | Marabunta Rugby Club | Marabunta Rugby Club | 12                 | 26                 |            |            |  |
|  | 3           | Marabunta Rugby Club |                      |                      |                    | 26                 |            |            |  |
|  | 2           | Club Las Águilas     | 18                   |                      |                    |                    |            |            |  |
|  | 2           | Club Las Águilas     | 18                   |                      |                    |                    |            |            |  |
|  |             |                      |                      |                      |                    |                    |            |            |  |